# Willesden
Willesden – dzielnica Londynu, leżąca w gminie London Borough of Brent. Willesden jest wspomniana w Domesday Book (1086) jako Wellesdone.
W 1988 polonia z Willesden założyła klub Ósemka London.